# Brandfordon i Sverige

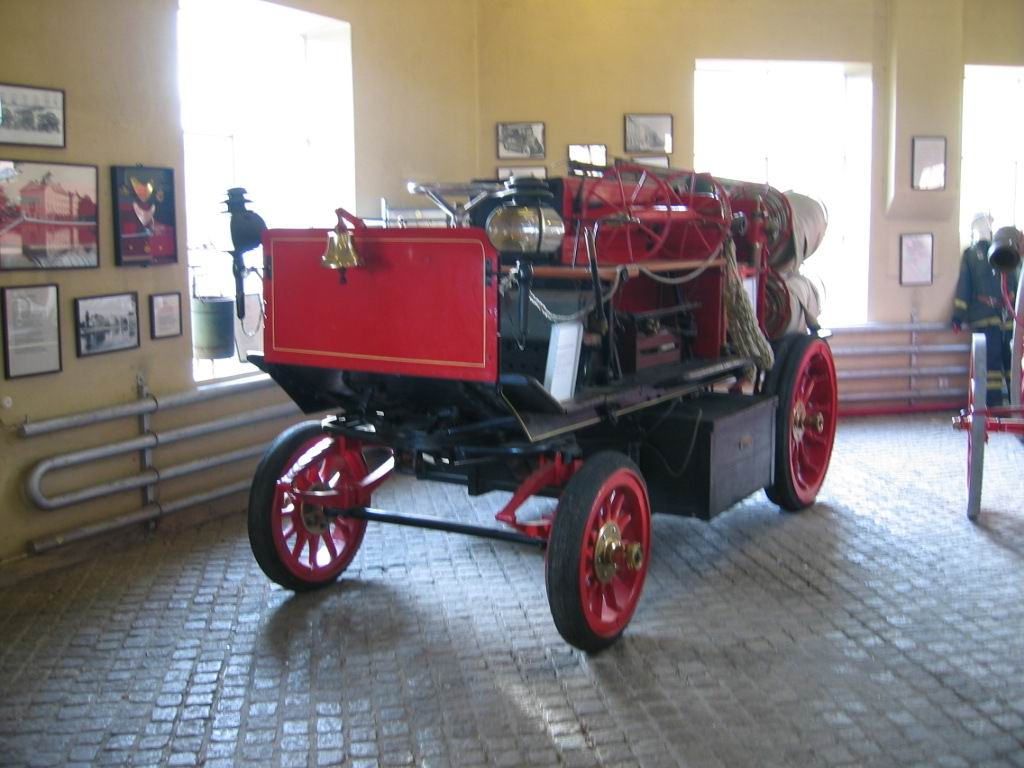
Sveriges första brandbil, ett eldrivet fordon, som köptes 1902 från Justus Christan Braun i Nürnberg av Eskilstuna stad

En brandbil är ett brandfordon som används inom räddningstjänsten eller andra organisationer vid utryckning som transportmedel och verktygsplattform vid bränder, trafikolyckor, olyckor med farliga ämnen och andra räddningstjänstuppdrag. 

## Brand- och räddningsfordon hos de kommunala räddningstjänsterna i Sverige

### Släck-/räddningsbil

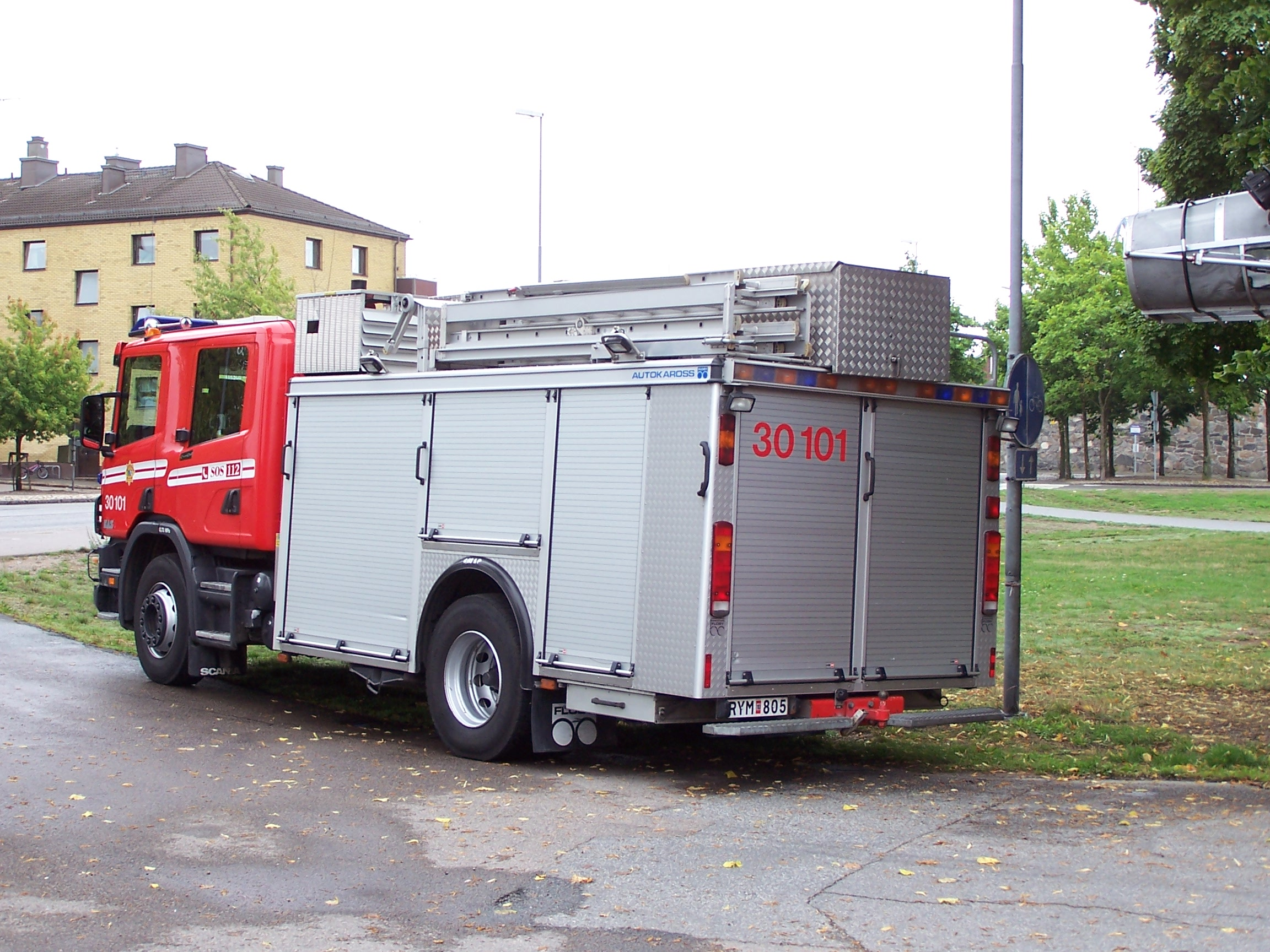
Släckbil

Släckbilen är ryggraden i svensk räddningstjänst. Den är normalt förstafordon på alla typer av utryckningar och finns på i princip alla brandstationer. 
Normalt är det en bil med dubbelhytt men tidigare var det vanligt även med enkelhytt. Släckbilen har en tank med 500 – 5 000 liter vatten (vanligast är 3 000 liter), ofta skumvätsketank, pump och ett skåp med diverse materiel för olika typer av insatser. I hytten finns personlig utrustning samt andningapparater (rökdykarutrustning), vanligen för två rökdykare och en rökdykledare. 
Kombinerade släck-/räddningsbilar används vid trafikolyckor. Fram till början av 1940-talet var det vanligt med små släckbilar som rökdykarpiketer men numera är det i princip bara tunga lastbilar som används som släckbilar.
Den tunga BAS-bilen är en släckbil eller släck-/räddningsbil som är byggd och inköpt efter speciella krav som tagits fram av Räddningsverket och Kommunförbundet. Den är anpassad för att ingå i räddningstjänst vid höjd beredskap (krigstillstånd) och har därför bland annat värmare för både hytt, skåp, tank och motor. BAS-bilar har också längre garantitider än vanliga bilar. 
Över 1 300 BAS-bilar har byggts sedan 1986. Från början var det bara Floby Flak (senare Autokaross i Floby, Autokaross Rescue Systems och numera Floby Rescue) som fick bygga, men senare har även Sala Brand AB och Tollarpkaross fått godkännande att bygga BAS-bilar. Det finns fyra typer av tunga BAS-bilar. Alla har dubbelhytt, midskeppsmonterad pump, elverk och belysningsmast. Därutöver kan respektive brandkår utrusta bilarna som de vill. 
Motorerna är standardmonterade. Släckbilar kan visserligen väga en del, men lastbilsmotorer är dimensionerade för att dra en fullastad långtradare. Med endast några få ton (mest vatten) i lasten får släckbilen därför köregenskaper som en skaplig personbil.
BAS I har 3 400 liters tankvolym (oftast 3 000 liter vatten och 400 liter skumvätska). Chassit var från början Scania P 92 eller Volvo FL 7/10. Numera är det Scania P 310/340/380, Volvo FM 9/12 eller Volvo B12M (buss) som gäller. Andra chassin som förekommit är Scania P 93/94/114/124 samt Volvo B10M (buss)
BAS II har cirka 2 000 liters tankvolym (oftast 1 500 liter vatten och 400 liter skumvätska). Chassit är Volvo FL 614. Det har på senare år endast kommit enstaka BAS II byggda på Volvo FL-serien. Det byggdes också några enstaka på modifierade Scania P 93.

BAS III är en fyrhjulsdriven bil med 3 400 liters tankvolym (oftast 3 000 liter vatten och 400 liter skumvätska). Chassit var från början Volvo FL 10 4x4 och senare kom Scania P 114 CB. Numera är det Scania P 340 4x4 eller Volvo FM 12 4x4 som gäller.
I slutet av 1990-talet kom BAS IV som är en kombinerad släck- och tankbil med dubbelhytt och 5 900 liter tankvolym (oftast 5 500 liter vatten och 400 liter skumvätska). Chassit var från början Scania P 94/114 men numera gäller Scania P 310/340/380 eller Volvo FM 9/12.
BAS 5A, eller offensiv enhet som den också kallas, är den enda lätta varianten hittills. Det är ett mindre fordon anpassat för B- körkort. Normalt baseras bilen på fordon som Mercedes-Benz Sprinter. Den bemannas av två brandmän som kan vara ute i sin kommun och utföra olika tillsynsarbeten. Det gör att personalen är ute i samhället och tanken är att den på ett smidigare och snabbare sätt kan bistå nödställd. Bilen är ett helhetskoncept för insatser vid brand, trafikolyckor, vattenlivräddning, IVPA (i väntan på ambulans) och som sagt förebyggande arbete i kommunen.

### Stegbil

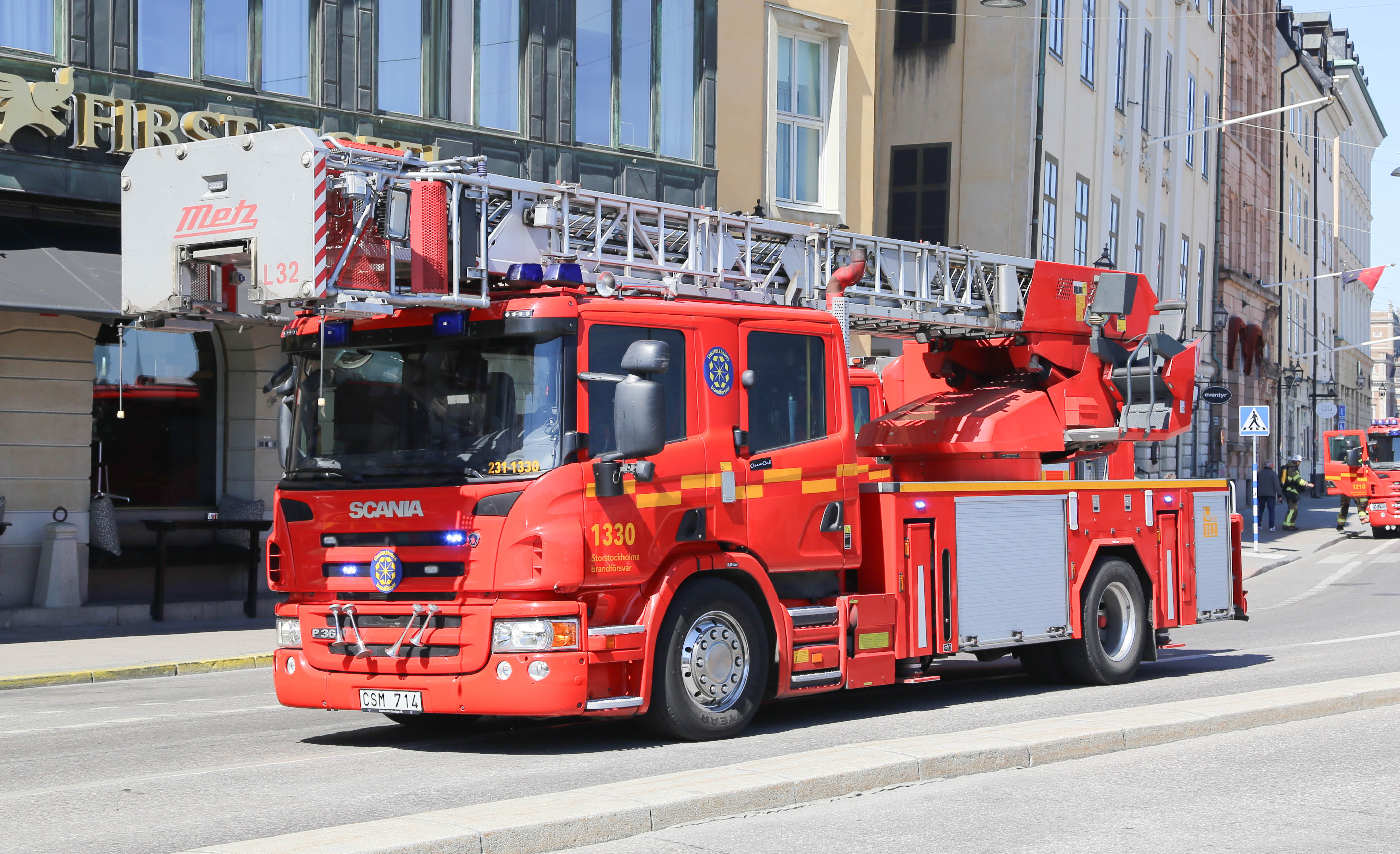
Stegbil med maskinstege Metz L 32

Maskinstegen (i dagligt tal stegbil) är avsedd för livräddning och släckning på hög höjd. Dessutom används bilarna för olika arbeten på hög höjd när andra resurser inte räcker till. 
Vissa kårer har med sig stegbilen på trafikolyckor, både som barriär-/säkerhetsbil och för att kunna lyfta till exempel en bil som har vält. Lyftkapaciteten är cirka 3 000 kg. Normal steglängd är 30 meter vilket räcker ungefär till 8:e våningen på ett höghus. En stegbil på 46 meter togs in av Västerås brandkår varpå byggnadslagstiftningen senare ändrades. Lagstiftningen säger sedan dess att där utrymning ska ske med stegbil, får fönstrets karmunderstycke ligga högst 23 meter över marken samt räddningsvägen högst 9 meter från fasaden. En stegbil på 30 meter anses ge tillräcklig marginal, och lite därtill för att klara dessa krav. Är byggnaden högre krävs istället dubbla trapphus. De europeiska leverantörerna av stegbilar (Metz och Magirus) bygger stegbilar upp till 53 meter.
Alla moderna maskinstegar har arbetskorg monterad i stegtoppen och normalt kör man stegen från korgen. Nya stegar har en korg för tre personer (270 kg) medan de lite äldre har en korg för två personer (180 kg). 
Idag säljs i Sverige bara stegar från de tyska företagen Magirus och Metz. Fram till 1960-talet fanns det även två svenska märken, Wibe och Åsbrink & Co:s filial Huddingeverken. Det finns också enstaka stegar från franska Camiva och finländska Nummela i bruk. Standardchassi för maskinstege har sedan länge varit Scania av olika modeller (L 81, LB 81, G 82, P 93, P 91), även på brandkårer som normalt använt Volvofordon. Det finns även enstaka stegbilar på Volvochassi (N 7, F 85, FL 6, FL 10). I vissa större städer, till exempel Stockholm, Malmö, Lund, Västerås, och Göteborg, är stegbilarna vanligtvis utrustade med dubbelhytt, för att kunna ta med sig en utökad räddningstyrka. Dubbelhyttar finns även i mindre städer och kommuner, till exempel Kungälv och Eslöv.

### Hävare

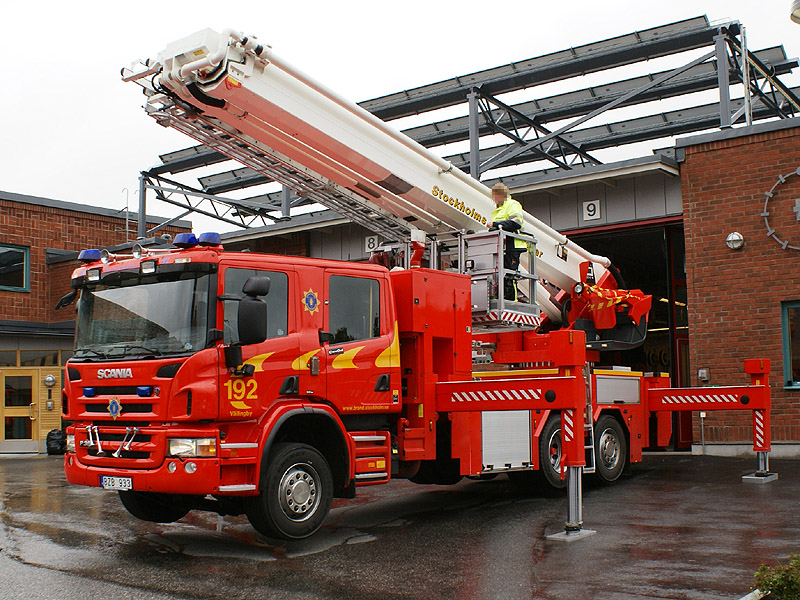
Hävare

Hävare, eller skylift, finns av två typer: en äldre variant med fasta bommar och en nyare med teleskopbommar och stegpaket. 
Tidigare var hävare oftast ett komplement till maskinstege, men idag ersätts på många håll stegbilarna med nya teleskophävare som har stegpaket längs bommarna. Hävaren är avsedd för arbete och släckning på hög höjd. Dessutom kan den användas för livräddning och evakuering, om tillräckligt utrymme för stödbenens bredd medges vid uppställning. Vissa brandkårer har med sig hävaren som barriär-/säkerhetsbil på trafikolyckor. 
Hävaren har en kraftig arbetskorg med upp till 600 kg lastkapacitet. Vattenkanon och uttag för vatten finns i korgen och de försörjs via fasta vattenledningar från chassit och upp längs bommarna. Arbetshöjden hos svenska brandhävare med fasta bommar varierar mellan 12 och 27 meter och med teleskopbommar mellan 22 och 42 meter. Standardvarianten var tidigare 16 eller 22 meter men är nu 30 meter. 
Hävare byggs på alla typer av lastbilschassi. För lägre hävare dominerar Volvo medan Scania är vanligast för högre hävare. På 1970-talet fanns flera märken, till exempel Nummela Skylift, Wibelift och Hi-Ranger. Idag finns Metz, Vema och Bronto Skylift samt till viss del Magirus.

### Tankbil
Tankbilen är framförallt avsedd för att förstärka släckbilarna när det behövs stora mängder släckmedel (vatten och skumvätska). Normalt varierar tankvolymerna mellan 5 000 och 12 000 liter vatten samt mellan 0 och 1 000 liter skumvätska. Det finns dock enstaka fordon med större tankvolymer. Tankbilen är ofta försedd med en kraftig vatten-/skumkanon för att kunna göra ett kraftfullt släckangrepp. 
I vissa kommuner används tankbilen även som barriär-/säkerhetsfordon vid trafikolyckor. På senare år har det också kommit en del kombinerade släck- och tankbilar, till exempel BAS IV-konceptet, som är en släckbil med dubbelhytt och 6 400 liter tankvolym.
Många brandkårer ersätter numera tankbilarna med lastväxlare (containerbilar). I princip alla tunga lastbilschassier kan användas som tankbil.

### Lastväxlare/Containerbil

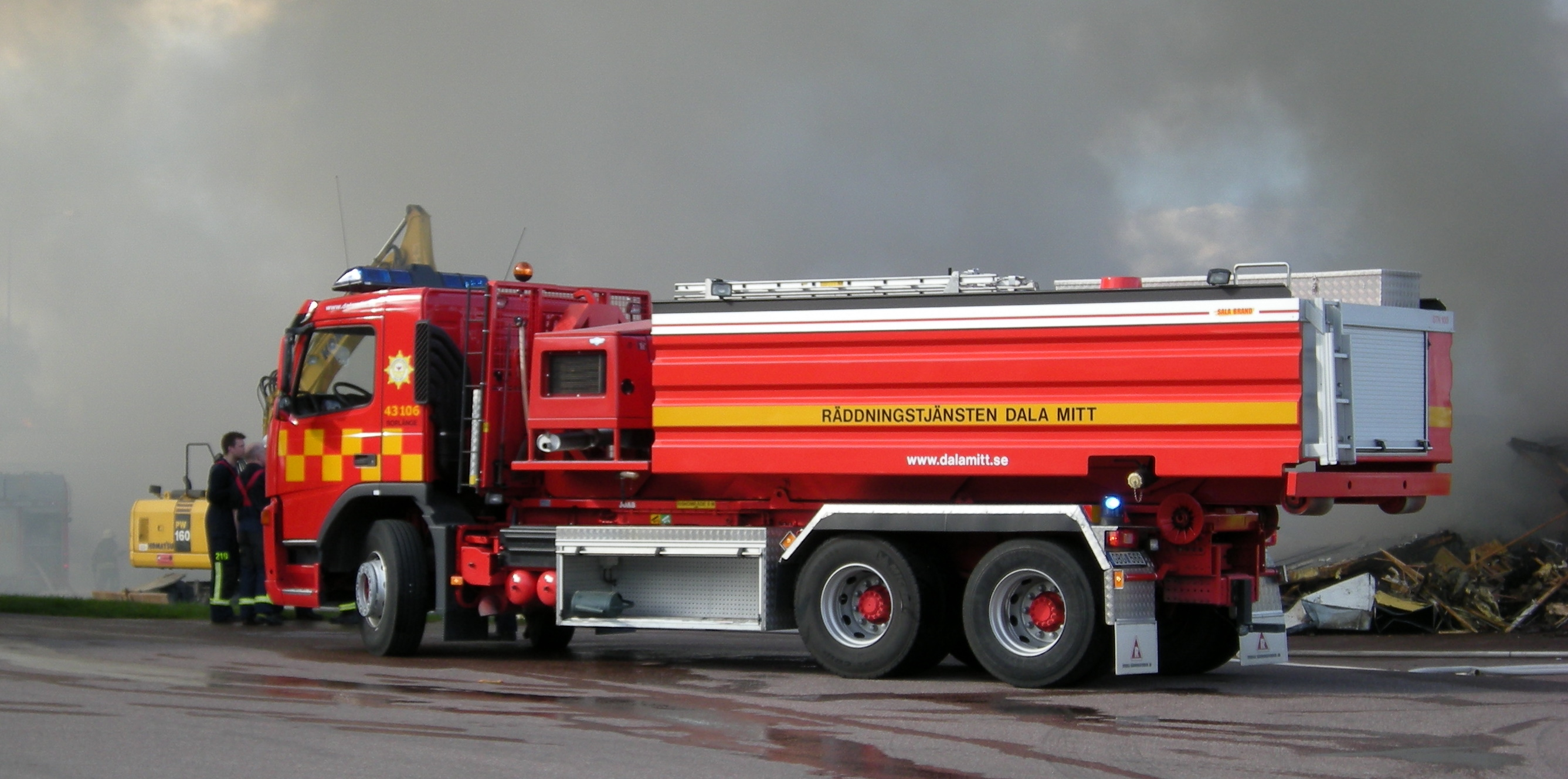
Containerbil / Lastväxlare

Containerbilar i räddningstjänsten finns av två typer, lastväxlare och liftdumper. Lastväxlare är numera klart vanligast och den består av en kraftig lyftarm med en krok som kopplas mitt fram på containern och drar upp den på bilen. Containern kan även tippas som ett vanligt flak. Lastväxlare finns på både lätta och tunga lastbilschassi men även på bandvagnar. Liftdumpern består av två lyftarmar, en på varje sida om containern. Lyftarmarna kopplas via kedjor i fästen på containerns sidor. Containern lyfts i helt horisontellt läge upp på bilen. Liftdumper finns enbart på tunga lastbilschassier.  
Containerbilen innebär att man med en bil får stor flexibilitet eftersom den kan användas med olika containrar lastade. Det vanligaste är tankcontainer med vatten, motorspruta (pump) och eventuellt skumvätska. Dessutom finns skåpcontainrar för till exempel kemskydd och räddningsmateriel. Man kan också ha flakcontainrar för att transportera till exempel bandvagnar. De mest kända märkena på lastväxlare och liftdumprar är Hyvalift och Joab.

### Terrängfordon

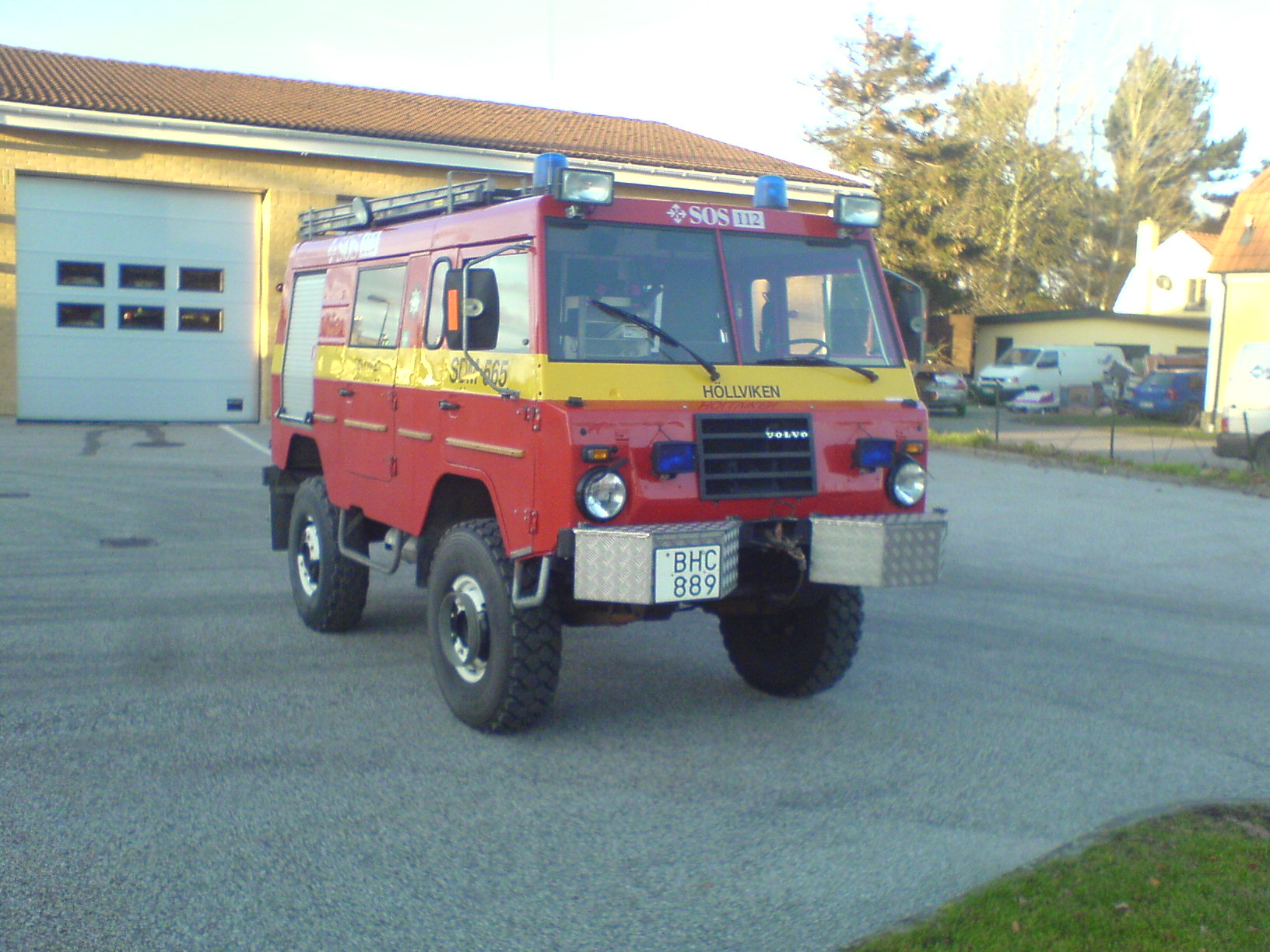
Volvo C303 som brandbil i Skåne

Terrängbilar används vid släckning av gräs- och skogsbränder men också ofta som transportfordon och dragbilar för båttrailers, motorsprutor och andra släpvagnar. Utrustningen kan bestå av mindre vattentank, stora mängder slang, vinsch, bärbar motorspruta och sjukvårdsutrustning. 
Tidigare valde man ”riktiga” terrängbilar med särskild brandbilskaross men numera är det vanligare med fyrhjulsdrivna standardpick-uper med dubbelhytt, flak och kåpa.
Vanliga terrängbilar tidigare var Volvo Laplander "valpen", Volvo C303 och närbesläktade C 306, Land Rover och Mercedes Unimog.
Nyare terrängbilar är ofta av typ Mitsubishi L200, Toyota Hilux och Volkswagen Syncro. De flesta terrängbilar är lätta men det finns också exempel på tunga terrängbilar utrustade som släckbilar, till exempel stora Mercedes Unimog med dubbelhytt och upp till 3 000 liter vatten. Vissa kommuner har kombinerade räddnings- och terrängbilar med hydraulverktyg och i enstaka fall kran.

### Befäls- och ledningsfordon

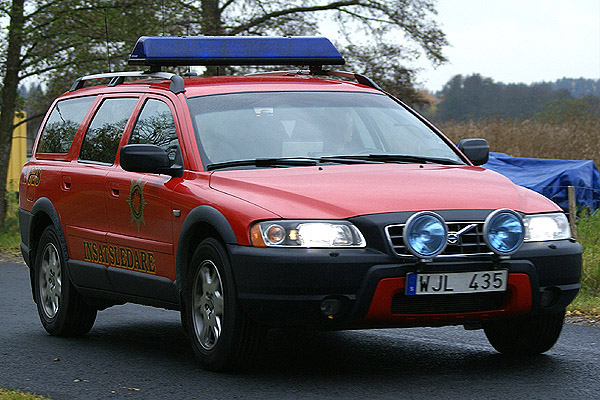
Insatsledare, Volvo XC70

Befäls- och ledningsbilar finns i tre huvudtyper. Klart vanligast är en vanlig personbil (oftast kombi) som används av befäl i beredskapstjänst. I bagageutrymmet förvaras larmkläder, handbrandsläckare, kartor, pärmar med till exempel resursförteckningar och information om olika slags farligt gods samt annan lättare materiel. Själva kupén är oförändrad förutom installation av kommunikationsutrustning. Bilen används för alla slags tjänsteärenden. Volvos olika kombimodeller har sedan länge varit den vanligaste befälsbilen i landet. 
Det har de senaste åren blivit allt vanligare att ha särskilda små ledningsbilar för insatsledare och befäl i beredskap. Det finns både vanliga kombibilar, ”stadsjeepar” och minibussar av denna typ. Förutom den utrustning som finns i den vanliga befälsbilen har man inrett en liten stabsarbetsplats med arbetsbord och ofta extra kommunikationsutrustning. I många bilar är detta löst genom att höger framsäte tagits bort och ersatts med ett skåp som fungerar som arbetsyta. I minibussar har man istället byggt en arbetsplats med en eller flera sittplatser längre bak i fordonet. Vanliga små ledningsbilar är Volvo XC70, Nissan Terrano, Mitsubishi Pajero, Chrysler Voyager och Volkswagen Caravelle.

Den största formen av ledningsbil är ofta byggd på en större skåpbil eller buss. Arbetsplatsen består av flera sittplatser vid arbetsbord med omfattande kommunikationsutrustning och kan liknas vid en mobil räddningsledningscentral. Vissa fordon har till och med ett särskilt mindre sammanträdes-/fikarum. För att förse all utrustning med ström finns separat elverk. De större ledningsbilarna används oftast inte i förstautryckningen utan tas ut till större bränder och olyckor när behovet konstaterats och bemannas med särskilda ledningsoperatörer. Ofta finns endast en stor ledningsenhet i varje län. Som chassin används från storleksklassen Ford Tristar eller Chevrolet Van upp till fullstora bussar eller lastbilar med skåp typ distributionsbil. Några kårer har byggt sin ledningsenhet i en lastväxlarcontainer.

### Specialfordon
Under slutet på 1960-talet och början på 1970-talet började det bli vanligt med särskilda räddningsbilar eftersom brandkårerna alltmer började åka på andra olyckor än bränder. Lagkravet om att alla kommuners brandförsvar skulle arbeta med till exempel trafikolyckor och drunkningar kom först 1974. Räddningsbilarna kompletterades vid larm av vanliga släckbilar utan räddningsverktyg. Ett skäl till att ha separata räddningsbilar var att lätta bilar hade betydligt bättre prestanda än de ”sömniga” dieselbilar som användes som släckfordon. Lätta räddningsbilar var byggda på till exempel International 1200, Chevrolet CK 30 och Dodge W300. De hade enkel- eller dubbelhytt, vinsch, belysningsmast, diverse verktyg och räddningsmateriel samt möjligen en mindre vattentank och pump. De tunga räddningsbilarna hade liknande utrustning som de lätta, men mer omfattande. De tunga bilarna var ofta försedda med en aktermonterad kran och man använde lastbilschassin av typen Volvo L430, Scania L 50, Scania L 80 och Scania SBA/SBAT 111. Under 1980-talet började trenden med separata räddningsbilar avta och man gick över till kombinerade släck- och räddningsbilar. Enstaka kårer har dock valt att fortsätta med egna räddningsbilar och numera används det sådana byggda på till exempel Chevrolet Silverado, Chevrolet 3500, Tristar TSF 350, Scania P92/P 93 och Volvo FL 10. 
Rena kranbilar för tunga lyft har funnits i ett litet antal men numera finns bara två kvar, Nackas Scania P 113 med stor midskeppskran som betjänar Stockholms län, och Lambohovs Scania P 360 CB 4X4 som betjänar Östergötlands län. Behövs kranresurser vänder man sig istället oftast till entreprenörer.
Vattendykning är en verksamhet som numera endast finns i ett 20-tal kommuner. I princip samtliga dessa har speciella dykarbilar eftersom det krävs stort utrymme för att få plats med nödvändig utrustning och för att dykarna skall kunna klä sig i dräkter under utryckningen. Under 1970-talet dominerade de stora Mercedesbussarna av typ L 508/L 613 men det fanns även några fordon av typer som till exempel VW LT och Chevrolet Van. Den vanligaste dykarbilen idag är Mercedes 416 Sprinter men det förekommer även mer udda fordon av olika slag.
Kommuner och företag som har speciell riskbild med till exempel stora mängder brandfarliga vätskor har separata fordon för transport av släckmedel (inte vanliga tankbilar). Det kan röra sig om till exempel stora skumresurser eller pulverbilar. Fordonen används tillsammans med konventionella släck- och tankbilar. Dessa förekommer dock bara inom industrier och använder mer miljövänligare skum idag än föregångarna.
Kompletterande utrustning som inte ryms i de vanliga fordonen brukar förvaras på släpkärror, på pallar i stationsförrådet eller i containrar. Det finns dock hos en del kårer enstaka kompletteringsfordon som till exempel skydds- och restvärdesbilar med utrustning för att begränsa vatten- och rökskador. Några kårer har också depåbilar för att försörja större brandplatser med andningsluft, förplägnad och torra kläder. Numera används inte depåbilar så ofta längre eftersom de sällan behövs. 
Fordon för masskadesituationer där flera inblandade är allvarligt skadade eller s.k "Katastrofbilar" har alltid förekommit hos Brandkåren, numera byggs dom på lastväxlarcontainers eller släpvagnar istället. 
Räddningsfordon med TMA-skylt har funnits och idag finns det fortfarande totalt två st kvar på respektiva stationer i Jönköping och i Timrå i Medelpad. Dessa används främst som vilka räddningsbilar som helst vid trafikolyckor men  kan med TMA-skylt också användas för att förhindra ytterligare kollisioner och varna andra bilister att området är avspärrat och dirigera vägar som går att köra istället. 
Omfattande utrustning för att hantera olyckor med kemikalier finns på flera håll i specialfordon som betjänar flera kommuner. Det tydligaste exemplet är de två dragbilar med miljöskyddstrailer i Örebro och Malmö som anskaffades på 1970-talet och betjänade hela länen. Malmötrailern finns kvar med ny dragbil medan Örebrobilen ersatts av en mer traditionell brandbil med skåpbyggnation.

## Galleri

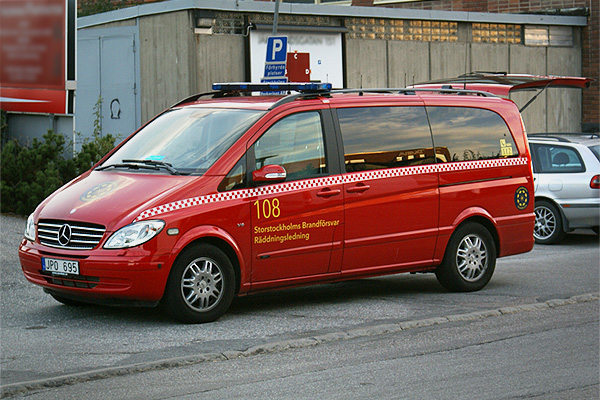
Räddningsledare, Mercedes 639
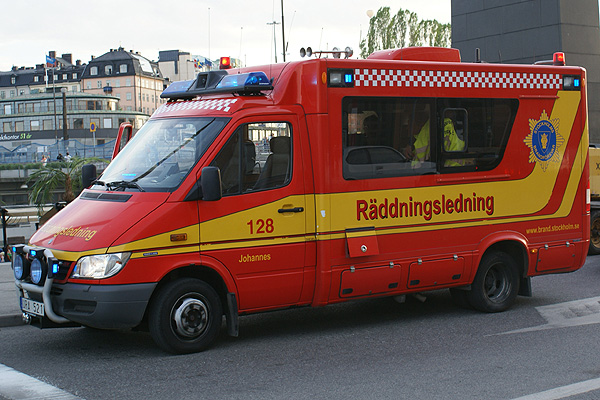
Räddningsledare, Mercedes 416 CDI/35
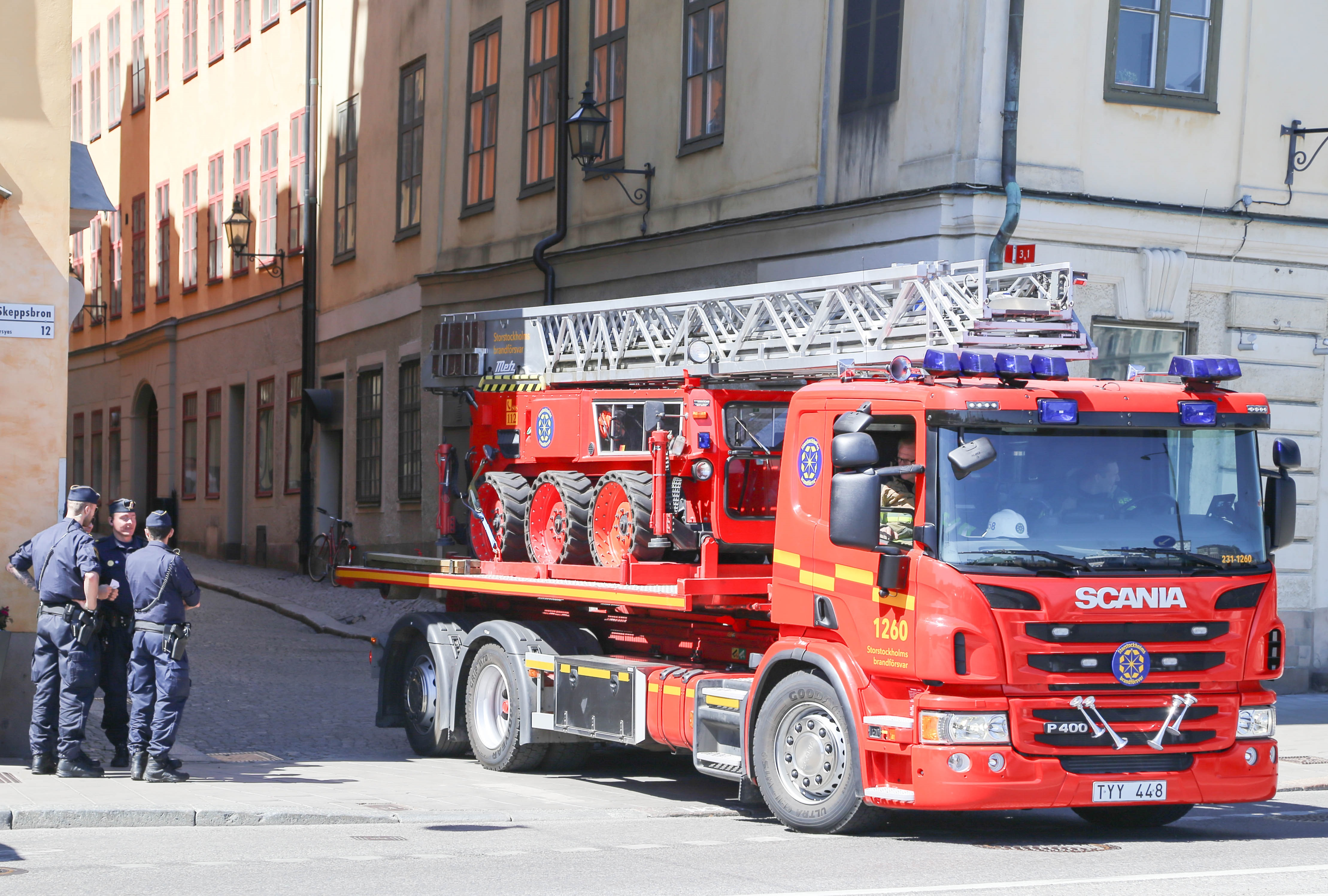
Maskinstege för smala gränder, här i Gamla stan i Stockholm.
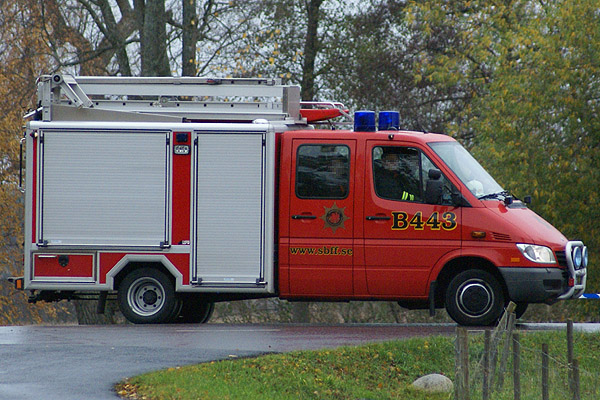
Litet räddningsfordon, en Mercedes 416 CDI